# Azadegan League (1997/1998)
Azadegan League (1997/1998) był 13. edycją najwyższej klasy rozgrywkowej w piłce nożnej w Iranie. Liga skupiała 16 zespołów. Tytułu nie obroniła drużyna Persepolis Teheran. Nowym mistrzem Iranu została drużyna Esteghlal Teheran. Tytuł króla strzelców zdobył Hossejn Chatibi, który w barwach klubu Teraktor Sazi Tebriz strzelił 16 bramek.

## Tabela końcowa
| Lp. | Drużyna               | M  | Z  | R  | P  | Bramki | Bramki | Różn. | Pkt | Uwagi                                    |
| --- | --------------------- | -- | -- | -- | -- | ------ | ------ | ----- | --- | ---------------------------------------- |
| 1   | Esteghlal Teheran (M) | 28 | 16 | 10 | 2  | 46     | 21     | +25   | 58  | Klubowe Mistrzostwa Azji • FR            |
| 2   | PAS Teheran           | 28 | 13 | 13 | 2  | 32     | 20     | +12   | 52  | Azjatycki Puchar Zdobywców Pucharów • FR |
| 3   | Zob Ahan Isfahan      | 28 | 11 | 12 | 5  | 31     | 30     | +1    | 45  |                                          |
| 4   | Fajr Sepasi Sziraz    | 28 | 10 | 10 | 8  | 37     | 27     | +10   | 40  |                                          |
| 5   | Szahrdari Tebriz      | 28 | 10 | 9  | 9  | 37     | 29     | +8    | 39  |                                          |
| 6   | Sepahan Isfahan       | 28 | 9  | 10 | 9  | 24     | 25     | −1    | 37  |                                          |
| 7   | Saipa Karadż          | 28 | 7  | 14 | 7  | 26     | 26     | 0     | 35  |                                          |
| 8   | Poliakryl Isfahan     | 28 | 8  | 11 | 9  | 28     | 29     | −1    | 35  |                                          |
| 9   | Teraktor Sazi Tebriz  | 28 | 9  | 8  | 11 | 32     | 38     | −6    | 35  |                                          |
| 10  | Fulad Ahwaz           | 28 | 10 | 5  | 13 | 29     | 45     | −16   | 35  |                                          |
| 11  | Sanat Naft Abadan     | 28 | 8  | 10 | 10 | 30     | 30     | 0     | 34  |                                          |
| 12  | Bahman Karadż (S)     | 28 | 7  | 11 | 10 | 31     | 34     | −3    | 32  | Spadek do                                |
| 13  | Esteghlal Ahwaz (S)   | 28 | 6  | 12 | 10 | 31     | 41     | −10   | 30  | Spadek do                                |
| 14  | Pajam Meszhed (S)     | 28 | 5  | 11 | 12 | 24     | 35     | −11   | 26  | Spadek do                                |
| 15  | Bargh Sziraz (S)      | 28 | 3  | 10 | 15 | 19     | 39     | −20   | 19  | Spadek do                                |
| 16  | Persepolis Teheran    | 0  | 0  | 0  | 0  | 0      | 0      | 0     | 0   |                                          |

Zespół Persepolis Teheran zrezygnował z udziału w lidze w tym sezonie z powodu zaangażowania w rozgrywkach międzynarodowych.

## Najlepsi strzelcy
|   | Piłkarz         | Klub                 | Gole |
| 1 | Hossejn Chatibi | Teraktor Sazi Tebriz | 16   |